# Peñalba de Castro
Peñalba de Castro es una localidad española perteneciente al municipio de Huerta de Rey, en la provincia de Burgos, comunidad autónoma de Castilla y León.

## Geografía
Situada en la falda del Alto de Castro, cuenta con una geografía de media montaña, por su proximidad con la sierra de la demanda. Su término municipal serpentea el río Arandilla.

## Historia
El origen de Peñalba de Castro es incierto, tiene su historia ligada a la de la antigua ciudad de Clunia. En el año 712 las tropas de Tarik arrasan Clunia, suponiendo este el fin de la ciudad. Durante los años el municipio fue tierra de disputas entre árabes y cristianos. A mediados del siglo VIII el rey Alfonso I de Asturias reconquista los restos de la ciudad, liberando a sus pobladores del dominio musulmán. El mismo rey decide trasladarlos a las tierras cristianas del norte de España, dejando desierta el área para crear una tierra de nadie en la región del Duero entre sus dominios y los musulmanes. El rey García I de León encomienda al Conde de Castilla Gonzalo Fernández de Burgos (padre de Fernán González) en el año 912 la repoblación del área del Duero, concretamente Haza, San Esteban de Gormaz y Clunia. Es en este momento cuando se funda la nueva fortaleza de Clunia, en un alto al sur de la ciudad primitiva, en el actual emplazamiento de Coruña del Conde. La razón del traslado es que desde este lugar se tenía un mejor control de la calzada que subía desde el Duero hacia el norte y de los dos puentes que cruzan el río Arandilla. Se constituye en ciudad de Castilla, cabeza del Alfoz de Clunia, el más extenso del condado, abarcando tierras desde el río Arlanza hasta el río Duero. Peñalba de Castro tendría su origen como aldea dentro del terreno de Coruña del Conde formada por pastores y servidores. En 1674 la aldea de Peñalba de Castro, en cuya jurisdicción se encuentran las ruinas de la antigua ciudad de Clunia, por privilegio de Mariana de Austria, madre y tutora de Carlos II, alcanza el rango de Villa, y se constituye como una población libre e independiente, con identidad.
Según el catastro del Marqués de la Ensenada de 1752 “la Villa de Peñalba de Castro se compone de de treinta y seis vecinos y medio en el que se incluyen las viudas que dos hacen un vecino”. Y se cultiva “hortaliza, cáñamo de regadío, tierras de secano que se siembran un año de trigo otro descansan, y el tercero se vuelven a sembrar de cebada; otras se siembran un año si, y otro no de trigo; otras que también se siembran en la misma conformidad de centeno y avena; eras en que se trillan las mieses, viñas que fructifican una cosecha al año, tres prados, un monte que se titula Montuerta de encina y roble”.
Así se describe a Peñalba de Castro en el tomo XII del Diccionario geográfico-estadístico-histórico de España y sus posesiones de Ultramar, obra impulsada por Pascual Madoz a mediados del siglo XIX:

Villa con ayuntamiento en la provincia, audiencia territorial y capitanía general de Burgos (12 leguas), partido judicial de Aranda de Duero (5) y diócesis de Osma (6). Situada en la ladera que forma una prominencia; su clima es frío; reinan los vientos N y E, y las enfermedades más comunes son las tercianas. Tiene 50 casas, inclusa la de ayuntamiento, que sirve también de cárcel; una escuela de primeras letras, a la que concurren 14 alumnos, dotada con 22 fanegas de trigo comuña; una iglesia parroquial (Santiago) de primer ascenso en muy mal estado; 2 ermitas (Nuestra Señora de Castro y San Roque), y por último una fuente dentro de la población y muchos manantiales en el término, siendo las aguas de una y otros de buena calidad. El término linda N Huerta de Rey; E Quintana-raya; S Coruña del Conde, y O Arauzo de Torre. El terreno aunque secano, es muy productivo; contiene un monte llamado Montuerta, poblado de encinas y robles bastante bajos; un plantío de álamos blancos y un pequeño prado natural que cría yerbas de pasto. Atraviesa el término un río titulado Arandilla, el cual corre libremente sin que sus aguas se utilicen para el riego, facilitando su paso 2 puentes de madera. Caminos: hay el que dirige a la capital del partido y otros pueblos, el cual se halla en mal estado. Correos: se reciben de dicha capital por valijero. Producciones: trigo, centeno, cebada, avena y legumbres; cría ganado lanar y cabrío; caza de liebres y conejos, y pesca de truchas y cangrejos. Industria: la agrícola y un molino harinero. Población: 36 vecinos, 118 almas. Capital productivo: 832.900 reales. Imponible: 84.003. Contribución: 228 reales 5 maravedíes. El presupuesto municipal asciende a 1,500 reales que se cubren con los productos de propios y por reparto vecinal.
Diccionario geográfico-estadístico-histórico de España y sus posesiones de Ultramar

## Demografía
| Gráfica de evolución demográfica de Peñalba de Castro entre 1842 y 1970 |
| |
| Población de derecho según los censos de población del INE Población de hecho según los censos de población del INEEntre el censo de 1981 y el anterior, este municipio desaparece porque se integra en el municipio Huerta del Rey. |

Con la paulatina despoblación de las zonas rurales, Peñalba de Castro ha disminuido considerablemente en el número de habitantes. Podemos ver la evolución en los últimos 200 años:
| 1787 | 1842 | 1857 | 1860 | 1877 | 1887 | 1897 | 1900 | 1910 | 1920 | 1930 | 1940 | 1950 | 1960 | 1970 |  |
| ---- | ---- | ---- | ---- | ---- | ---- | ---- | ---- | ---- | ---- | ---- | ---- | ---- | ---- | ---- |  |
| 198  | 118  | 275  | 303  | 314  | 315  | 330  | 359  | 391  | 374  | 340  | 389  | 399  | 351  | 199  |  |

- Datos INE. Censos demográficos.

## Economía
Sus vecinos basan su actividad en la agricultura, se siembran cereales de secano, trigo y cebada; también se trabajan las viñas, y casi todos los vecinos hacen en su casa su propio vino de forma tradicional. La ganadería también tiene su importancia, se crían buenos lechazos de oveja. Así mismo, existe en la localidad un pequeño taller metálico.

## Monumentos
En sus inmediaciones se encuentra la ciudad romana de Clunia.

## Festividades

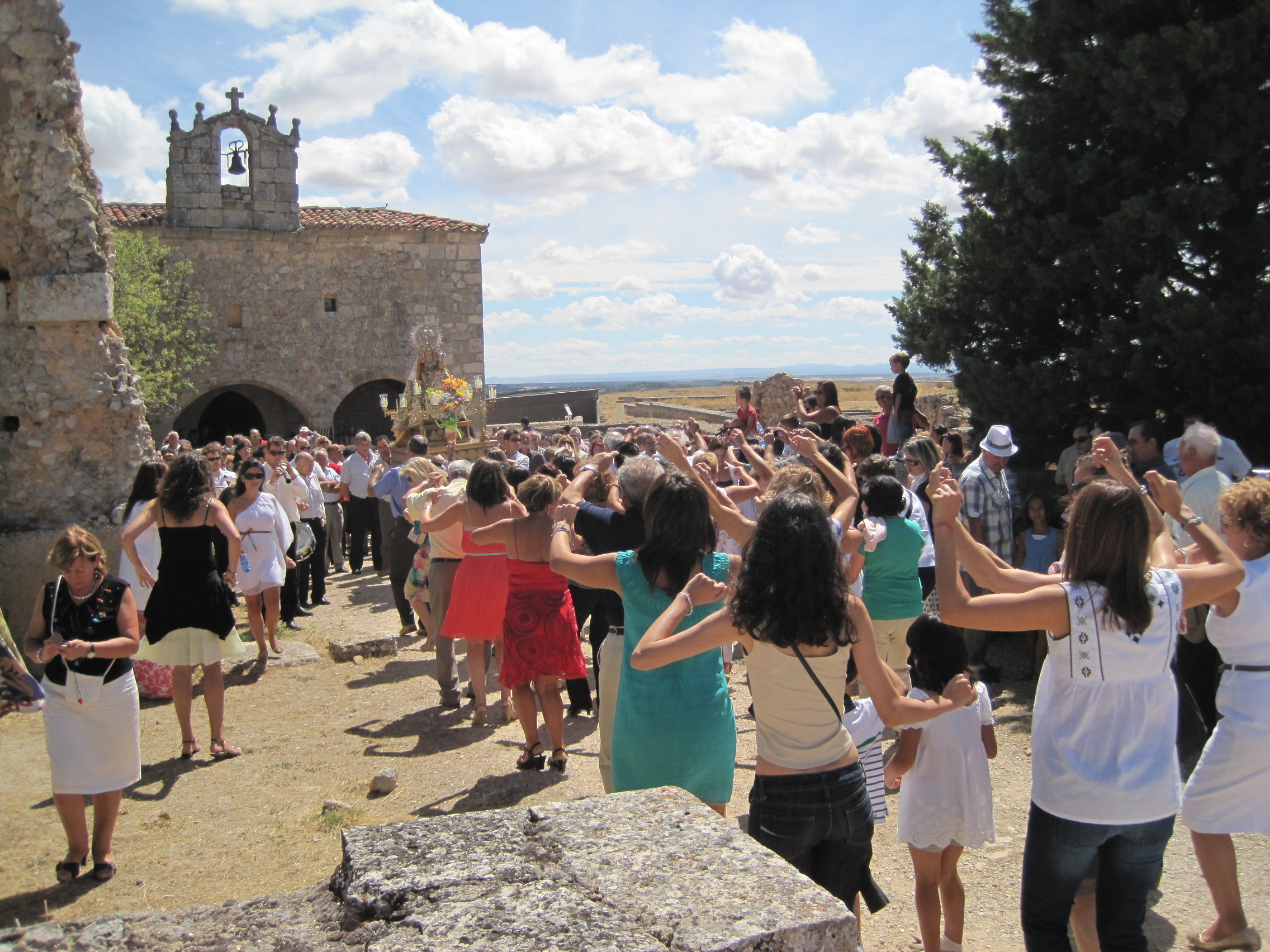
Baile a la Virgen de Castro durante su festividad a finales de agosto

- Virgen de Castro: Su día original es el 8 de septiembre, aunque desde hace unos años se celebra el último fin de semana de agosto, para que todos los hijos del pueblo que tuvieron que irse en busca de trabajo, puedan venir a honrar a su patrona.

- Santiago Apóstol: Se celebra el día 25 de julio en honor al patrón Santiago Apóstol. Últimamente la Asociación Cultural Amigos de Clunia organiza una gran cena en la que participa casi todo el pueblo.

- San Isidro: Patrón de los labradores, se celebra el 15 de mayo. Todos los agricultores reunidos escuchan misa en la ermita de Nuestra Señora la Virgen de Castro. Acto seguido se saca en procesión al santo, para que bendiga los campos. Después todos los presentes charlan en torno a una mesa tomando un aperitivo.

- El Santito: El tercer domingo de abril se celebra la romería que congrega a muchos pueblos de la comarca, en el santuario de Nuestra Señora la Virgen de Castro. Cuenta la tradición que en su niñez Santo Domingo de Guzmán, acompañado de su madre Santa Juana de Aza, caminaban desde Caleruega, a rezar a la Virgen con gran devoción. En nuestros tiempos la tradición continua, y son los convecinos de Santo Domingo, los que llevando a hombros la imagen del santo, recorren el camino de Caleruega a Peñalba de Castro, pasando por Arauzo de Torre. En la ermita se celebra la misa y todo el mundo pasa un día de romería.

## Rutas
Camino del Cid: es un itinerario turístico cultural que sigue los pasos del destierro de un personaje histórico, Rodrigo Díaz, y de una obra literaria: El Cantar de mío Cid. En ambos casos se trata de referencias de ámbito internacional: el Cid, como caballero medieval, y el Cantar, como una de las grandes obras de la literatura épica europea.